# Anaco

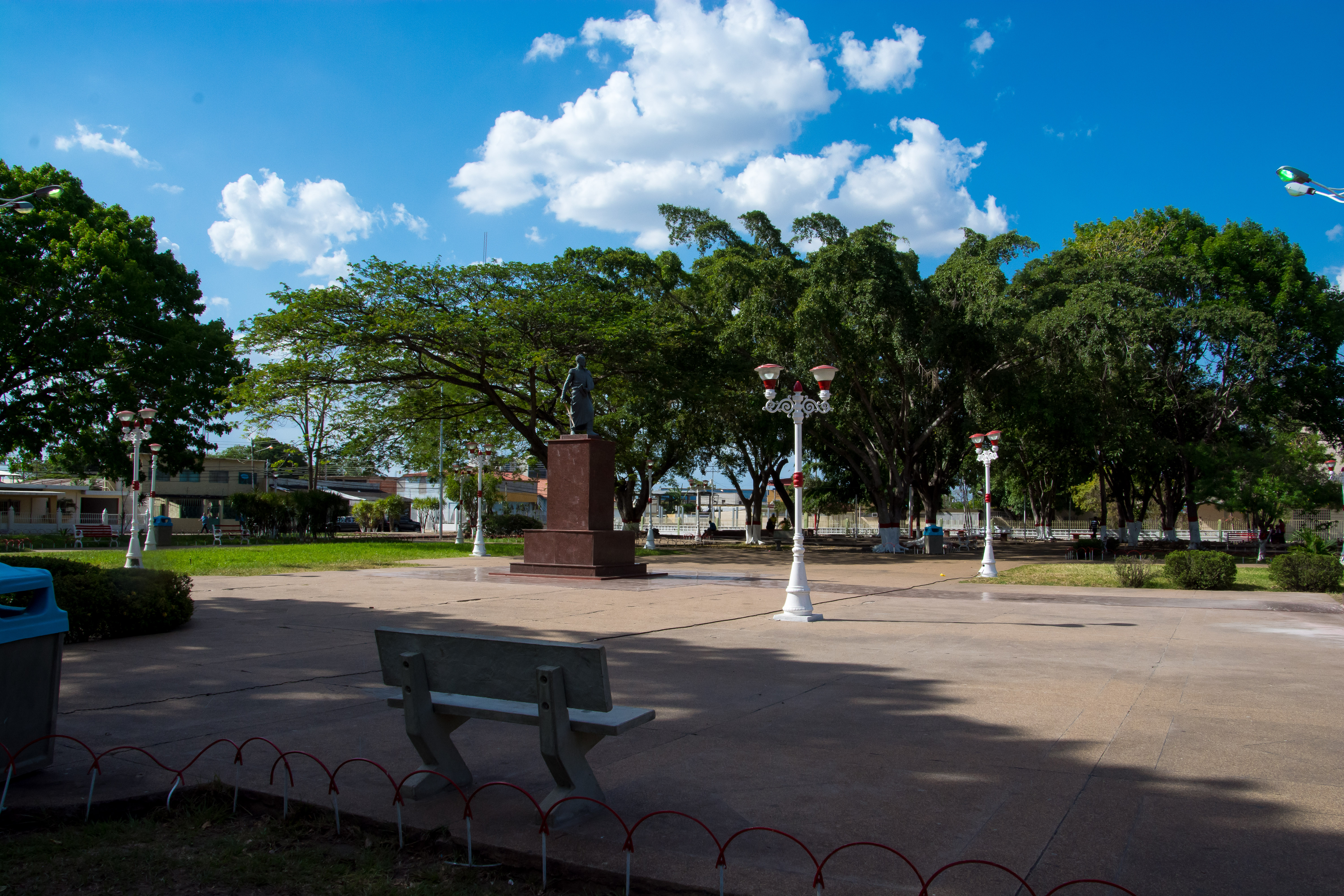
Plaza Bolivar

Anaco ist eine Großstadt in Venezuela in der Provinz Anzoátegui.
Die Stadt wurde vor gut 40 Jahren gegründet. Sie befindet sich in der Nähe des Erdgas-Feldes von El Tigre und lebt vor allem von der staatlichen Erdölindustrie PDVSA. Die Vorkommen in dieser Gegend sind die größten von ganz Lateinamerika und prägen die wirtschaftliche Ausrichtung der Region maßgebend.
Hatte Anaco 1981 erst ca. 44.000 Einwohner, so waren es 2005 mit 117.605 bereits fast dreimal so viel. Sie ist an das Verkehrsnetz durch die Fernverkehrsstraße von El Tigre nach Barcelona angebunden. Außerdem verfügt Anaco über einen Flughafen.Flughafen Anaco
Koordinaten: 9° 26′ N, 64° 28′ W

## Persönlichkeiten
- Anamaría Font (* 1959), Physikerin und Hochschullehrerin